# Glosolálie
Glosolálie (z řeckého, „γλώσσα“ /glossa/ – jazyk a „λαλώ“ /lalô/ – mluvím) neboli „mluvení v jazycích“ je promlouvání či modlitba v nadpřirozeném, neznámém jazyce.
Jako taková má význam v náboženstvích. V křesťanství je podle 1. listu apoštola Pavla Korinťanům chápána jako jeden z darů Ducha svatého – schopnost hovořit mystickým jazykem, ostatním neznámým (je jakýmsi projevem přenesení lidské mluvy do řeči andělů). Od glosolálie je třeba odlišovat xenoglosii (o které je také zmínka v Bibli – Sk 2,1-11)
Glosolálie neodmyslitelně patří k období prvotní církve. Tento fenomén je však významný i v letničním hnutí, kde představuje znamení křtu v Duchu svatém.

## Glosolálie v Bibli
Jazyky začali učedníci podle Skutků apoštolů mluvit v den Letnic kdy se po prvé vylil Duch svatý. Skutky apoštolů popisují Ježíšův pokyn apoštolům, aby se společně modlili a očekávali nadpřirozenou posilu z nebes, o níž Ježíš několikrát mluvil již před svým ukřižováním a zmrtvýchvstáním – Přímluvce, parakléta – Ducha svatého. Apoštolové tak učinili a vytrvale se modlili až do Letnic (Sk 2,1). V den Letnic ráno kolem deváté hodiny byli na blíže neurčeném – zřejmě veřejně přístupném – místě Ježíšovi učedníci shromážděni, když v tom se náhle strhl z nebe hukot podobný vichřici. Objevily se ohnivé jazyky a nad každým z učedníků spočinul jeden takový jazyk. Pak byli učedníci naplněni Duchem svatým a pod vlivem Ducha začali mluvit v různých jazycích. Jeruzalémští spolu s cizinci a návštěvníky města slyšeli hukot a sběhli se na místo, kde se učedníci nacházeli a užasli, protože slyšeli, že učedníci mluví jejich vlastním jazykem o Božích skutcích. Ptali se jeden druhého, co to má znamenat a nevycházeli z údivu. Na domněnku, že jsou opilí, odpověděl apoštol Petr a poukázal na příslib příchodu Ducha svatého. Svým kázáním zasáhl srdce mnoha shromážděných, kteří se nechávali křtít.
S podobnou situací se setkáváme dále v 10. kapitole Skutků apoštolů, kdy byl Petr na základě vidění povolán do domu setníka Kornélia, který, ač římský důstojník, byl vyznavačem Boha Izraele. Petr vstoupil do Kornéliova – pohanského – domu a začal kázat o Ježíši. Ještě když mluvil, sestoupil Duch svatý podobně jako o Letnicích také na Kornélia a příslušníky jeho domácnosti a užaslý Petr sledoval, jak také pohané začali mluvit v jazycích, stejně, jako židovští učedníci.
Poté apoštolové udíleli Ducha svatého také vkládáním rukou a toto přijetí se projevovalo mluvením v jazycích.
Podrobnější reflexi a smysl tohoto daru podává apoštol Pavel ve své první epištole Korinťanům, kde zevrubněji probírá charizmata včetně daru jazyků. Ten, kdo mluví v jazycích, spolupracuje s Duchem svatým – člověk nabízí své řečové orgány a vůli se modlit v jazycích, avšak to, co se mluví je inspirováno Bohem – Duchem svatým.